# 大同老白洞煤矿瓦斯爆炸事故
大同老白洞煤矿瓦斯爆炸事故，是1960年5月9日，发生在山西省大同矿务局的重大矿难，共死亡684人，为中华人民共和国建国来最严重的矿难事故。

## 背景
1960年，中国国民经济处于严重困难时期。1960年1月召开的中央政治局会议仍然将经济和产能翻番计划逐级下压。当时，大同矿务局老白洞产量已到152万吨，超出设计能力的59％；超额任务的压力下，安全工作被忽视，并让步于高效率的产能。另外，人事管理混乱也是事故发生的隐患之一。老白洞煤矿职工总数由1955年恢复生产时的1978人，增加到事发时的6994人。为事后遇难人数统计和尸体确认，也带来了极大困难。

## 事发经过
1960年5月9日下午，山西大同老白洞矿15号井口喷出强烈火焰浓烟，随即，16号井口也喷出浓烟。地面配电所由于掉闸而停止运行，电源中断。矿难发生时，正值井下交叉作业时间，交班和接班的职工全部被困在井下，当时有905人被困于井下。

## 救援
事故发生后，煤炭部部长张霖之、副部长李建平，劳动部部长马文瑞等赶赴大同事故现场。周恩来总理也乘专列秘密赶赴大同，但基于安全考虑没有前往事故现场。中国军队1096名士兵也赶到了现场；京西、开滦、包头、淮南等19个矿务局也空运414名救护队员。
事发当天，毛泽东听取汇报。当晚11点多，周恩来指示救灾小组不惜一切代价、毁矿保人。经过七个昼夜的突击救援，井下抢救全部结束。当场死亡677人，连同被救出227人中又死亡7人计算在内，共计死亡684人。

## 事故调查
事故发生后，由于阶级斗争观念的影响，煤矿开展了“反事故抓敌人运动”。工人、工程师、技术员都被卷入运动。将事故后回乡的工人列为重点怀疑对象。确定批判和斗争的人员709人，调离“不纯”人员462人，撤换干部398人，并对673个五管部位逐一进行审查调整。
后老白洞矿难事故追查组经过调查，于1961年3月24日起草《关于老白洞矿煤尘爆炸事故追查工作的结案报告》，报告认为：反革命直接点火的线索至今尚未发现，老白洞矿事故是煤尘爆炸事故。
据确认，老白洞矿煤尘明火、通风等方面的隐患和管理工作上的混乱是事故发生的重要原因，事故的性质是生产指挥中严重忽视安全所造成的重大责任事故。

## 疑点
事故发生当天，中共中央立即指示中央到地方各级政府，对外封锁一切相关消息。但第二天，中华民国自由中国之声广播电台便在第一时间披露了此事。国家安全部门据此展开深入调查，大同市公安局增派公安部队和侦查员，在市内各路口24小时加强巡查。公安局连续数天在大同境内发现可疑电波，经核实来自两部未知的移动电台，不久根据香港传来的情报，在大同火车站抓获一名高级间谍。由于该人拒绝提供有价值的线索，加上技术水平有限，公安局经过数月追踪，仍无法确定两部电台的具体位置。可疑电波也随之时断时续，直至突然消失。最终，大同市公安局对两部电台的追踪不了了之。

## 纪念
2005年9月29日，大同老白洞煤矿“五九”事故安全教育馆落成，并树立纪念碑。